# جنگ ایران و روم (۱۶۶–۱۶۱)
جنگ ۱۶۶–۱۶۱ ایران و روم یا حمله لوسیوس وروس به ایران جنگی میان امپراتوری روم و شاهنشاهی اشکانی بر سر ارمنستان و جزیره بود. این جنگ در سال ۱۶۶ پس از حمله‌های موفق روم به جنوب میان‌رودان و ماد و غارت تیسفون به پایان رسید.